# Liste römischer Säulenmonumente
Die Liste römischer Säulenmonumente umfasst während der römischen Kaiserzeit errichtete Ehren- und Siegessäulen. Diese Säulenmonumente bestehen entweder aus steinernen Monolithen oder wurden aus Säulentrommeln gebaut; in diesem Fall führte häufig im hohlen Inneren eine Wendeltreppe zur Spitze hinauf.
Als erste römische Ehrensäule gilt die 113 n. Chr. geweihte Trajanssäule, die die Vorstellung von dem Architekturtypus hinsichtlich sowohl seines äußeren Erscheinungsbilds als auch seiner politischen Propagandafunktion bis heute prägt. Die kaiserlichen Hauptstädte Rom und Konstantinopel beherbergten die meisten antiken Säulenmonumente.

## Liste
Die Liste ist nach dem Datum der Fertigstellung geordnet. Alle Abmessungen sind in Metern wiedergegeben; dabei gilt es zu berücksichtigen, dass der Säulenaufbau auf dem römischen Fuß beruht, den die antiken Architekten zur Bestimmung harmonischer Bauwerksproportionen verwendet haben.
| Bild                                         | Fertigstellung               | Name                     | Stadt          | Ort                             | Höhe über Grund | Bemerkung |
| -------------------------------------------- | ---------------------------- | ------------------------ | -------------- | ------------------------------- | --------------- | --- |
| Die Trajanssäule auf dem Trajansforum        | 113 n. Chr.                  | Trajanssäule             | Rom            | Trajansforum                    | 35,07 m         | Urtypus der reliefierten Ehrensäule |
| Die erhaltene Basis der Antoninus-Pius-Säule | 161 n. Chr.                  | Antoninus-Pius-Säule     | Rom            | Campus Martius                  |                 | nur Sockel erhalten, Funktion unbekannt |
| Die Mark-Aurel-Säule auf der Piazza Colonna  | 193 n. Chr.                  | Mark-Aurel-Säule         | Rom            | Campus Martius                  | 39,72 m         | Der Trajanssäule direkt nachempfundene Ehrensäule |
| Die Gotensäule im Gülhane-Park               | Zwischen 268 und 337 n. Chr. | Gotensäule               | Konstantinopel | Gülhane-Park                    |                 | inschriftlich umgewidmete Säule unbestimmter Bestimmung |
| Pompeiussäule                                | 297 n. Chr.                  | Pompeiussäule            | Alexandria     | 31.182494444444 29.896452777778 | 26,85 m         | Tetrarchisches Säulenmonument repräsentativer Funktion mit inschriftlicher Widmung an Diokletian ohne Nennung des Grundes der Errichtung                      |
| Konstantinsäule                              | 330 n. Chr.                  | Konstantinssäule         | Konstantinopel | Forum des Konstantin            |                 | Anlässlich der Einweihungsfeier Konstantinopels als Nova Roma miteingeweihte Säule auf dem Forum                                                              |
| „Juliansäule“                                |                              | sogenannte „Juliansäule“ | Ankara         | Hükümet Meydanı                 | 15 m            | Säule unbekannter Bestimmung und Zeitstellung spätrömischer Zeit                                                                                              |
|                                              |                              | Theodosius-Säule         | Konstantinopel | Forum des Theodosius ()         |                 | vermutlich eine Siegessäule, errichtet angeblich anlässlich des Triumphs des Theodosius I. und seines Sohnes Arcadius im Jahr 386                             |
|                                              | 421 n. Chr.                  | Arcadius-Säule           | Konstantinopel | Forum des Arcadius              |                 | Siegessäule, von Arcadius anlässlich seines Sieges über die Goten im Jahr 401 begonnen, von Theodosius II. 421 vollendet                                      |
| Die Markian-Säule 2007                       | 450–452 n. Chr.              | Markian-Säule            | Konstantinopel | Forum des Markian               | 16,52 m         | Ehrensäule, errichtet von dem Stadtpräfekten Tatianus zu Ehren des Kaisers Markian                                                                            |
|                                              | 543 n. Chr.                  | Justinian-Säule          | Konstantinopel | Platz des Augustaeum ()         |                 | Ehrensäule für Justinian I. mit wahrscheinlich zweitverwendetem Reiterstandbild Theodosius’ I. oder Theodosius’ II. Von den Osmanen im 16. Jh. niedergestürzt |
| Die Phokas-Säule auf dem Forum Romanum       | 608 n. Chr.                  | Phokas-Säule             | Rom            | Forum Romanum                   |                 | Ehrensäule und letztes Bauwerk auf dem Forum Romanum |